# Il 9 gennaio
Il 9 gennaio è un film del 1925 diretto da Vjačeslav Viskovskij.
Il film è ad oggi considerato parzialmente perduto.